# تاچیبانا مینه‌هیرا
تاچیبانا مینه‌هیرا (به ژاپنی: 立花 峯均 たちばな みねひら)، متولد ۱۶۷۱ - مرگ ۱۷۴۶ میلادی، استاد چای به سبک نانبو در اواسط دوره ادو. رزمی‌کار نسل پنجم چیکوزن نیتن ایچی-ریو، از زمان میاموتو موساشی بود.

## نویسنده بوشو دنرایکی
این زندگینامه تاچیبانا مینه‌هیرا در سن ۵۲ سالگی، به عنوان نسل پنجم چیکوزن نیتن ایچی-ریو، سبکی در شمشیرزنی بنیان‌گذاری شده توسط  میاموتو موساشی، فنون نظامی را به سه تن از شاگردان خود آموزش داد. او پس از جمع‌آوری زندگی‌نامه موساشی به‌عنوان هیهو تایسو بوشو گنشین کودن‌رای (兵法大祖武州玄信公伝来 へいほう たいそ ぶしゅう げんしん こうでんらい) به‌عنوان «یادداشت تکمیلی»، زندگی‌نامه مختصری از سه پیشین خود، جد دوم ترائو ماگونوجو، جد سوم شیباین سانزامون، و جد چهارم یوشیدا تارومون و زندگی‌نامه نسل پنجم تانجمینه هیتوشی را در یک کتاب واحد ترکیب کرد و می‌توان گفت زندگی‌نامه‌ای است که رسم مکتب را از بنیان‌گذار آن موساشی به خودش می‌رساند.